# Megachile chlorura
Megachile chlorura är en biart som beskrevs av Cockerell 1918. Megachile chlorura ingår i släktet tapetserarbin, och familjen buksamlarbin. Inga underarter finns listade i Catalogue of Life.